# Campeonato de Campeón de Campeones de la AAA
El Campeonato de Campeón de Campeones de la AAA (AAA Champion of Champions Championship en inglés) fue un campeonato de lucha libre profesional, perteneciente a la promoción Asistencia Asesoría y Administración, desde su creación en 1996 hasta su desactivación en 2005. El campeonato llegó a considerarse el título más importante de todo AAA.

## Lista de campeones
| Luchador                                     | N.º | Fecha                  | Días | Lugar                    | Notas |
| -------------------------------------------- | --- | ---------------------- | ---- | ------------------------ | --- |
| Campeonato de Campeón de Campeones de la AAA |     |                        |      |                          | |
| Pierroth Jr.                                 | 1   | 15 de junio de 1996    | 245  | Orizaba, Veracruz        | Ver listaEliminó finalmente a Konnan en la final de un torneo para ganar el título.                                                             |
| Latin Lover                                  | 1   | 15 de febrero de 1997  | 265  | Cuernavaca, Morelos      | |
| Cibernético                                  | 1   | 5 de diciembre de 1997 | 65   | Tijuana, Baja California | |
| Perro Aguayo                                 | 1   | 8 de febrero de 1998   | -    | Chihuahua, Chihuahua     | Ver listaLa fecha exacta en que Aguayo perdió el título no fue documentada, lo que significa que la duración de este reino es desconocido.      |
| Cibernético                                  | 2   | 1998                   | -    |                          | Ver listaLa fecha exacta en que Cibernético ganara el título no fue documentada, lo que significa que la duración de este reino es desconocido. |
| Heavy Metal                                  | 1   | 30 de junio de 2001    | 33   | Hermosillo, Sonora       | |
| Cibernético                                  | 3   | 3 de agosto de 2001    | -    |                          | Ver listaEl título nunca se anunció oficialmente como desactivado, se dejó de promover en 2005.                                                 |

## Total de días con el título
A la fecha del 18 de marzo de 2025.
|  | Indica a un campeón con falta o nula información |

| N.º | Campeón      | Reinados | Total de días |
| --- | ------------ | -------- | ------------- |
| 1   | Latin Lover  | 1        | 265           |
| 2   | Pierroth Jr. | 1        | 245           |
| 3   | Cibernético  | 3        | 65            |
| 4   | Heavy Metal  | 1        | 33            |

## Mayor cantidad de reinados
- 3 veces: Cibernético.